# ヌーヴェル・ヴァーグ (音楽プロジェクト)
ヌーヴェル・ヴァーグ（Nouvelle Vague）はフランスの音楽プロジェクト。
1980年代のポスト・パンクやニュー・ウェイヴの名曲をボサノバ風にアレンジする作風が特色。

## 概要
- 2004年にデビュー[1][2]。

- ピエール・バルーの娘マイア・バルーも参加。ユニコーンの「すばらしい日々」を歌った[3]。

## 主要メンバー
公式サイトより。
- マーク・コリン：プロデューサー
- オリバー・リボー
- メラニー・ペイン：リードシンガー
- ナディア・ミランダ

## 主なレパートリー
- ディス・イズ・ノット・ラブソング（パブリック・イメージ・リミテッド）
- ロード・トゥ・ノーウェア（トーキング・ヘッズ）
- すばらしい日々（UNICORN）

## ディスコグラフィー

### アルバム
発売年は日本盤のもの。
- Nouvelle Vague（2006年）
- Bande à part （2006年）
- The Best Of Nouvelle Vague（2009年） - 日本盤のみ[5]。
- 3（2009年）

### 企画盤
- Late Night Tale（2007年）
- Presents New Wave（2007年）

## 公式サイト
- NOUVELLE VAGUE OFFICIAL WEBSITE